# 布拉奇岛
布拉奇岛位于克罗地亚在亚得里亚海中的一座岛屿。面积396平方千米，为达尔马提亚地区第一大岛，亚得里亚海第三大岛，隔着布拉奇海峡距离大陆5-13公里。其最高点是维多瓦山，海拔778米，也是亚得里亚海海岛中的最高点。该岛人口13,931人，分布于22个定居点。其中主要的城镇是苏佩塔尔（Supetar）。岛上的布拉奇机场是斯普利特周围岛屿中最大的机场。
布拉奇是一个旅游胜地，包括位于波尔的尖角海滩、米欧纳的码头、白色大理石（用于建造戴克里先宫）、普契什查的石匠学校、最古老的克罗地亚语文本、原产地保护的橄榄油、作家弗拉迪米尔·纳佐尔等。东尼胡马茨附近的洞穴遗址可以追溯到公元12,000年前。